# Zettai Ryōiki

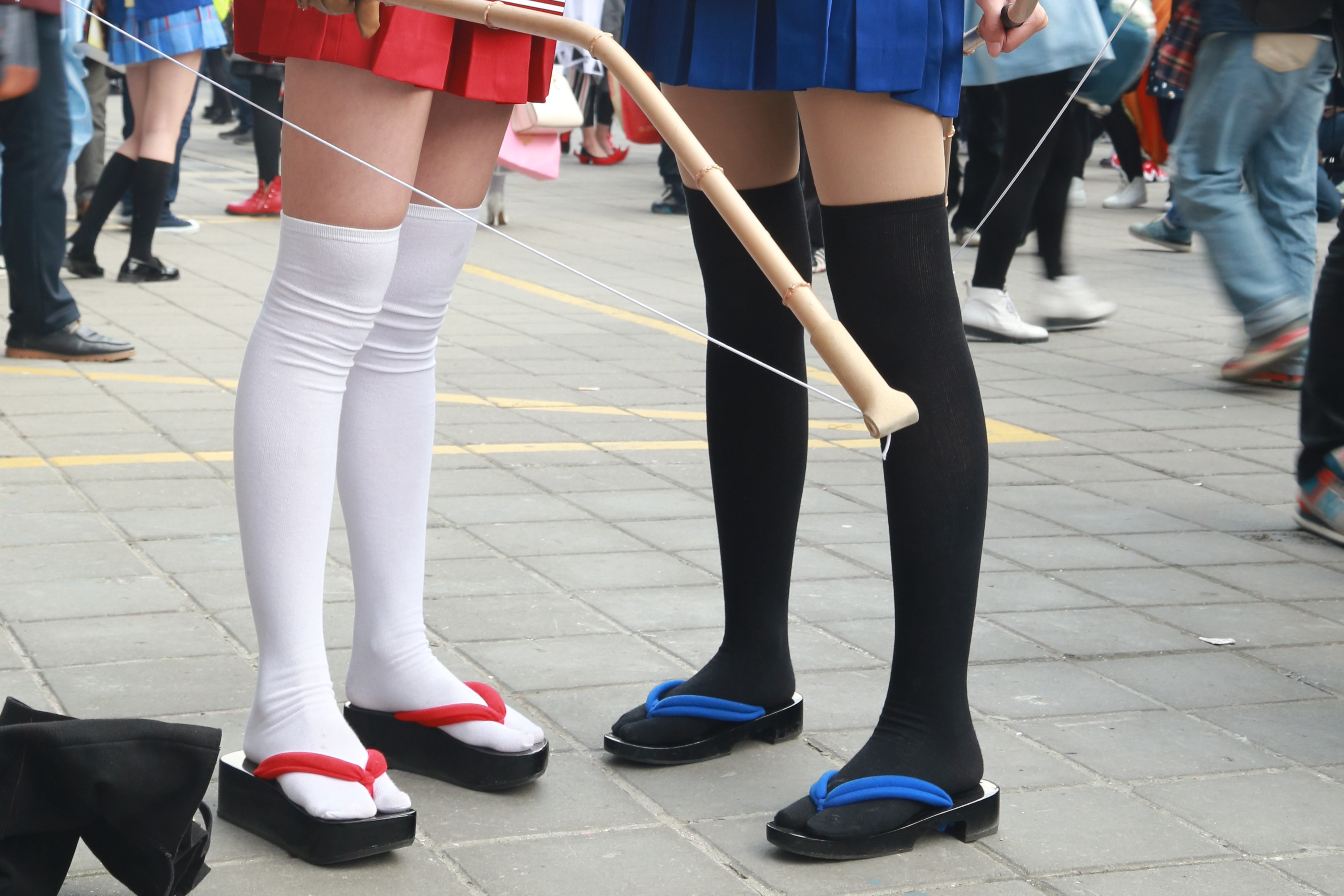
Zettai Ryōiki

Zettai Ryōiki (jap. 絶対領域, deutsch „absolutes Feld/Territorium“) bezeichnet die Hautpartie zwischen Minirock oder kurzen Hosen und Overknee-Strümpfen (thigh high socks) und übertragen auch dieser Kleidungskombination als solche. Er stammt ursprünglich aus dem Otaku-Slang, wo er ein Moe-Attribut darstellt, wird aber in Japan auch außerhalb dessen verwendet.
Das Verhältnis zwischen der Länge von Minirock, Haut und Strümpfen oberhalb des Knies hat dabei sein Optimum mit 4:1:2,5 mit einer Toleranz von 25 %.

## Herkunft
Der Begriff selber stammt aus dem Umfeld der 1995 erschienenen Anime-Serie Neon Genesis Evangelion (NGE), allerdings noch nicht in seiner heutigen Bedeutung. In einer Beilage zu den VHS-Kassetten wurde der Begriff Zettai Kyōfu Ryōiki (絶対恐怖領域, „absolutes Terrorfeld“) als Übersetzung für den in der Serie verwendeten englischsprachigen Begriff A.T. Field (A.T.フィールド, A.T. Fīrudo) verwendet, ein Konzept eines Schutzschildes das innerhalb der Serie als „Geheiligtes Gebiet, in das niemand eindringen darf.“ (「何人にも侵されざる聖なる領域 “nannin ni mo okasarezaru seinaru ryōiki„」) bzw. „Mauer der Seele“ (「心の壁 “kokoro no kabe„」) beschrieben wird; aber auch die gekürzte Fassung Zettai Ryōiki, wie im Manga Neon Genesis Evangelion in der es als Furigana zu A.T. Field angegeben wird.
Ausgehend von diesem „Geheiligtes Gebiet, in das niemand eindringen darf.“ folgte dann die Neuprägung im heutigen Sinne. Dies lässt sich bis auf einen Blogeintrag im März 2001 zurückverfolgen, in dem der Kleidungsstil von Mayura beschrieben wird, einer Figur aus dem Computerprogramm Ukagaka (伺か) mit dem Desktop-Maskottchen erstellt werden können.

「前から言っているけどミニスカートとニーソックス(?)の間の空間は無敵だ。神の絶対領域とでも言おうか」

„Ich habe es zwar schon früher gesagt, aber die Lücke zwischen Minirock und Kniestrümpfen (?), dieser Raum, ist ohnegleichen. Man sollte ihn göttliches Zettai Ryōiki nennen.“

In der Otaku-Szene verbreitete sich der Begriff schnell, gehört dort heute zum Fachvokabular, und findet sich häufig in Diskussionen, Amateur- und Verlagszeitschriften wieder; verbreitete sich aber auch über diese Subkultur hinaus und wurde auch in das allgemeine Wörterbuch Daijisen aufgenommen. Innerhalb der Subkultur wird Zettai Ryōiki teilweise noch in verschiedene Stufen unterteilt.
Die japanische Firma Banpresto, die Videospiele zu NGE produziert, versuchte am 13. Februar 2006 die Marke 絶対領域 schützen zu lassen, was aber noch am 26. Juni desselben Jahres ohne Prüfung aufgrund nicht gezahlter Gebühren abschlägig beschieden wurde.